# Смолячков, Феодосий Артемьевич
Феодо́сий Арте́мьевич Смолячко́в (бел. Фядосій (Феадосій) Арцёмавіч Смалячкоў; 12 июля 1923, Подгорье, Могилёвский округ, БССР — 15 января 1942, под Пулково) — снайпер 14-й отдельной мотострелковой разведывательной роты 13-й стрелковой дивизии 42-й армии Ленинградского фронта, красноармеец. Герой Советского Союза.

## Биография
Родился 12 июля 1923 года в деревне Подгорье ныне Быховского района Могилёвской области Беларуси в крестьянской семье. Белорус.
В детстве научился стрелять из берданки.
Окончил 6 классов, школу ФЗУ в Ленинграде. Работал каменщиком.
В Красной Армии с 1941 года, с этого же года на фронте Великой Отечественной войны.
На Ленинградском фронте был зачислен в разведчики, стал снайпером. 29 октября 1941 года он выявил и уничтожил снайпера противника, до 7 ноября 1941 года снайперским огнём уничтожил 23 солдат и офицеров противника.
До 7 декабря 1941 года уничтожил 37 немецких солдат и офицеров.
Стал одним из инициаторов снайперского движения в частях дивизии, уничтожил 125 немецких солдат и офицеров, а также обучил в качестве снайперов свыше десяти красноармейцев.
Погиб в районе Пулково 15 января 1942 года от пули немецкого снайпера. Похоронен на Чесменском кладбище.

## Награды
- Указом Президиума Верховного Совета СССР от 6 февраля 1942 года за образцовое выполнение боевых заданий командования на фронте борьбы с немецко-фашистским захватчиками и проявленные при этом мужество и героизм красноармейцу Смолячкову Феодосию Артемьевичу посмертно присвоено звание Героя Советского Союза.
- Награждён двумя орденами Ленина.

## Память
- В 1973 году был выпущен почтовый конверт СССР, посвященный Смолячкову.
- Скульптура Смолячкова Ф.А. в бронзе. Создана в 1943 году. Является частью собрания Национального художественного музея в Беларуси в Минске (скульптор — Заир Азгур).
- В честь Феодосия Смолячкова названы:
  - посёлок Смолячково в Курортном районе Санкт-Петербурга и улица Смолячкова в этом посёлке.
  - улица Смолячкова в Выборгском районе Санкт-Петербурга.
  - улица Смолячкова в Минске.
  - улица в Гомеле.
  - улица в Быхове.
  - улица в Кричеве.
  - переулок в Бобруйске.
  - сквер в Санкт-Петербурге, на Большом Сампсониевском проспекте от улицы Смолячкова до Ловизского переулка (2020)[4].
- Мемориальные доски установлены:
  - в Санкт-Петербурге на доме № 16 по улице Смолячкова.
  - в Минске на улице Смолячкова.
- Памятники установлены:
  - в Санкт-Петербурге — на углу улицы Смолячкова и проспекта Карла Маркса (ныне — Большого Сампсониевского) (открыт 22 февраля 1968 года, скульптор А. А. Киселев, архитектор В. А. Потапов);
  - на родине Героя в Беларуси.
- В октябре 2019 года в Санкт-Петербурге на Витебском проспекте возле школы № 351, ранее носившей имя Ф. Смолячкова, установлен памятный знак с надписью «Спасибо тебе, советский солдат» с изображением Ф. Смолячкова[5].

Памятники Смолячкову
Памятник на углу улицы Смолячкова и Большого Сампсониевского проспекта
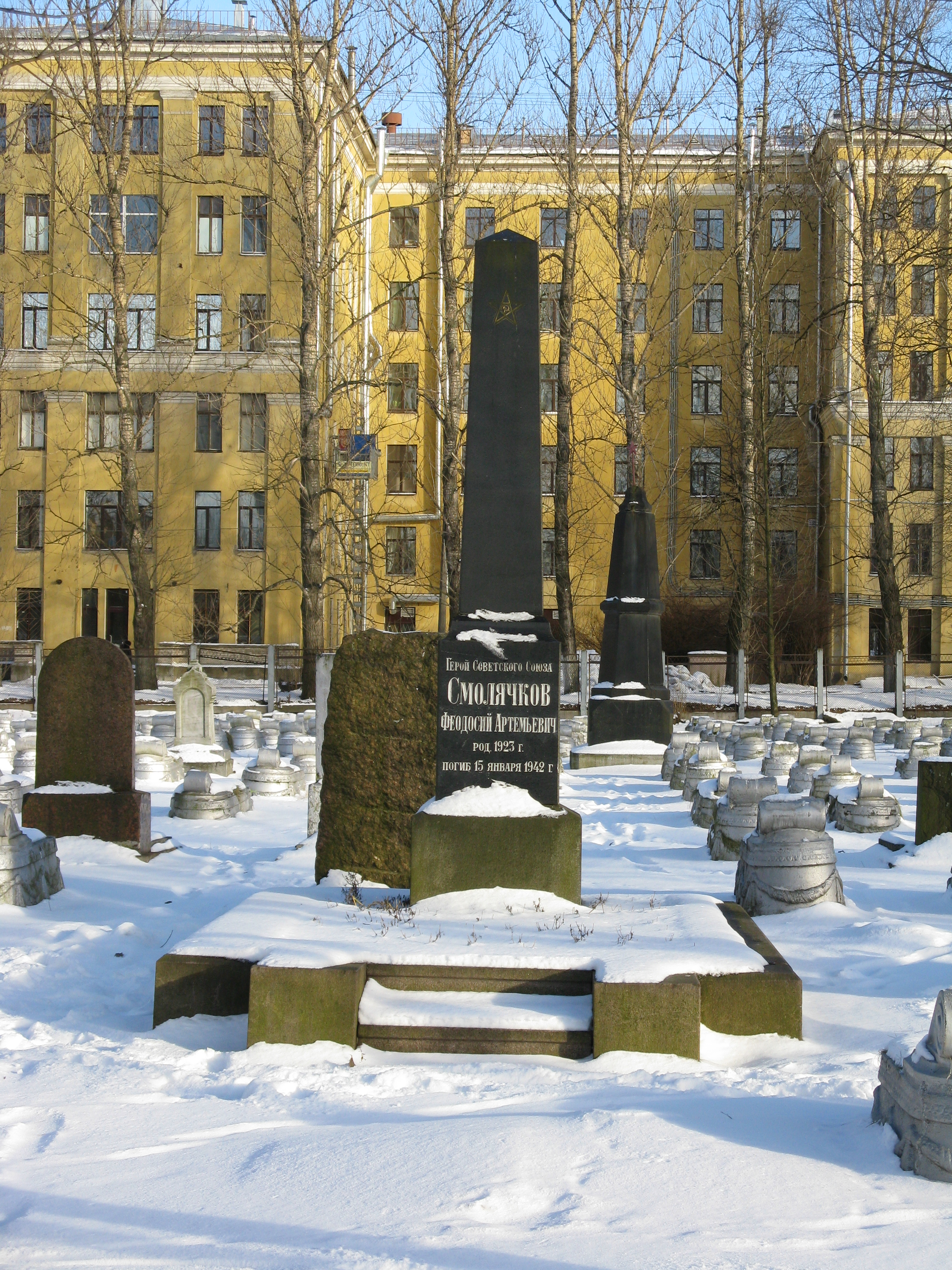
Могила Смолячкова на Чесменском кладбище
Аннотационная доска на улице Смолячкова в Минске.